# 下田隼成
下田 隼成（しもだ はやなり、1984年7月16日 - ）は、レーシングドライバー。血液型はO型。
レース活動の一方で、2003年にはCDデビューも果たしている。

## プロフィール
1997年にカートデビュー。那須スーパーカップのSBクラスで優勝。那須スーパーカップのSSBクラスで優勝。1998年には、那須スーパーカップで優勝。JAF地方選手権関東西地域スポット参戦し、2位を獲得。
1999年、2000年は学業専念でレース活動を休止していた。
2001年は全日本カート選手権前哨戦のICAクラス茂木で優勝した後渡欧し、イタリアのフォーミュラ・ルノー選手権シリーズにフル参戦。イギリスのフォーミュラ・ルノー ウィンターシリーズにもフル参戦した。
2002年はイギリスのフォーミュラ・ルノー選手権シリーズにフル参戦。その一方で、全日本GT選手権にTeamUKYOより片山右京の代役としてシーズン途中から参戦し、マレーシア（セパンサーキット）でのデビュー戦で7位に入る。
2003年は、シーズン開幕直後のセブリング12時間レースに参戦し、予選で5位に食い込むも、決勝は73周目にマシントラブルにてリタイア。FIA スポーツカー選手権では開幕戦で決勝2位に入ったほか、オシャースレーベンで優勝。またフォーミュラ・ルノーV6・ユーロカップに参戦するも、マシントラブルに苦しみ、成績としては第5戦モナコで決勝5位が最上位。またル・マン24時間レースにも参戦し、予選でクラス1位、決勝でLMP675クラス2位となる。
2004年は前年に引き続きフォーミュラ・ルノーV6・ユーロカップに参戦するが良績は残せず最高位はスパ・フランコルシャンの決勝3位。ル・マン24時間レースでは予選総合3位となるも、決勝はリタイアした。
2005年は当初GP2への参戦を予定していたものの、開幕直前にシートを喪失。ル・マン耐久シリーズ（LMES）に参戦することになり、シリーズチャンピオン争いを繰り広げていたが、あと一歩のところでシリーズチャンピオンを逃し総合2位。アメリカン・ル・マン・シリーズ（ALMS）にも3戦程参戦し、3度のポールポジションと最終戦ラグナセカで優勝を収めている。その後、2005-2006年A1グランプリに、第4戦イースタン・クリークより日本チームから参戦していたが、第9戦メキシコGP以降チームの資金不足により不参加となっている。自身は9位入賞もしていたが、壮絶なクラッシュが多く話題になっていた。（最高位9位1回・チーム総合21位）
2006年はフォーミュラ・ルノー3.5に参戦するが良績は残せず最高位はモナコの5位。
2007年はルマン・シリーズ（LMS）に第2戦バレンシアより3戦参戦。予選は3位及び4位と好位置につけるもマシントラブルに苦しみ良績は残せず。アメリカン・ル・マン・シリーズ（ALMS）最終戦ラグナセカにもチーム ザイテック・モータースポーツより参戦した。
2008年からレース活動をしていない。

## 日本での活動
2002年途中にTOYOTA TEAM CERUMOより全日本GT選手権（JGTC）に途中参戦し、前年型のマシンであるのにもかかわらず入賞することが多かった。翌年以降は鈴鹿1000kmを中心に参戦し、2005年には総合優勝を飾った。それ以降、国内での参戦はない。

## レース戦績

### 全日本GT選手権
| 年     | チーム             | 使用車両         | クラス | 1   | 2   | 3   | 4     | 5      | 6      | 7      | 8      | 順位 | ポイント |
| ------ | ------------------ | ---------------- | ------ | --- | --- | --- | ----- | ------ | ------ | ------ | ------ | ---- | -------- |
| 2002年 | TOYOTA TEAM CERUMO | トヨタ・スープラ | GT500  | TAI | FSW | SUG | SEP 7 | FSW 16 | TRM 12 | MIN 11 | SUZ 13 | 22位 | 4        |

### ル・マン24時間レース
| 年     | チーム                                       | コ・ドライバー                            | 車両                 | クラス | 周回 | 総合順位 | クラス順位 |
| ------ | -------------------------------------------- | ----------------------------------------- | -------------------- | ------ | ---- | -------- | ---------- |
| 2003年 | RNモータースポーツ Ltd.                      | ジョン・ニールセン キャスパー・エルガード | DBA4・03S-ザイテック | LMP675 | 288  | 22位     | 2位        |
| 2004年 | ザイテック エンジニアリング Ltd.             | アンディ・ウォレス デビッド・ブラバム     | ザイテック・04S      | LMP1   | 167  | DNF      | DNF        |
| 2007年 | アリーナ インターナショナル モータースポーツ | ステファン・ヨハンソン トム・チルトン     | ザイテック・07S      | LMP1   | -    | DNQ      | DNQ        |